# Expo 2005
Expo 2005 byla světová výstava pořádaná v Japonsku v prefektuře Aiči od 25. března do 25. září 2005. Tématem výstavy byla moudrost přírody. Výstavy se zúčastnilo 121 zemí, které zde měly své národní pavilony.
Hlavní část výstavy se konala v Nagakute na východ od Nagoje na rozloze 1,85 km². Menší část se nacházela v Seto na rozloze 0,15 km², spojení mezi oběma částmi bylo zajištěné prostřednictvím autobusové dráhy s magnetickým vedením.
Náklady na výstavu činily 340 miliard jenů (přibližně 3,3 dolarů). Rekordní počet 22 049 544 návštěvníků (zejména Japonců) vysoce překročil předpokládaných 15 milionů. Expo tak přineslo pořadatelům zisk zhruba 10 miliard jenů.

## Téma výstavy
Téma výstavy „Moudrost přírody“ vycházelo z Kjótského protokolu z roku 1997, jehož cílem je snížit emise skleníkových plynů. Stejné téma také rezonovalo v rezoluci Mezinárodního úřadu pro výstavnictví z roku 1994, jež kodifikovala požadavek, aby témata výstav 21. století odrážela nezbytnou ochranu přírodního prostředí.

## Areál výstaviště
Expo se původně mělo konat v lese Kaiša v obci Seto, ale od této možnosti bylo nakonec upuštěno kvůli dopadu, který by výstavba areálu měla na životní prostředí, zejména na místní divokou zvěř. Nakonec byla pro konání výstavy vybrána oblast o rozloze 173 hektarů ve východních kopcích Nagoji, rozdělená mezi obce Nagakute a Seto. Areál výstaviště byl navržen a vybudován po důkladném posouzení vlivu na životní prostředí, byly do něj začleněny stávající lesy a rybníky a vybudovaná oblast měla minimální dopad na okolí. 

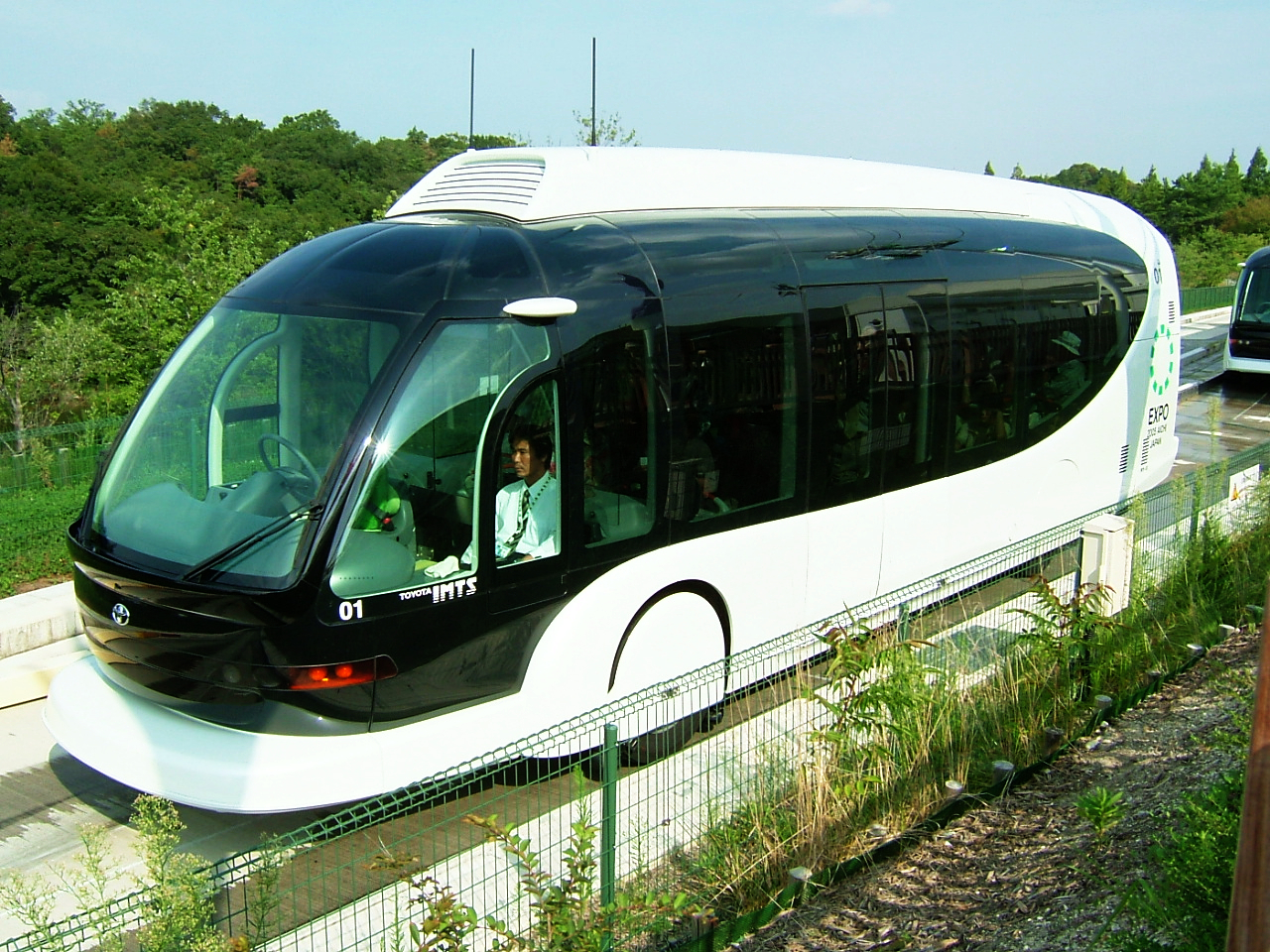
Autobusová dráha

Kvůli neustálé hrozbě zemětřesení vystavující země nestavěly na rozdíl od předcházejících světových výstav vlastní pavilony, ale využily hal připravených pořadateli, které Japonci umějí vybudovat tak, aby vydržely zemětřesení o síle až devíti stupňů.
Pro usnadnění pohybu návštěvníků a minimalizaci vlivu na životní prostředí byla ve výšce 14 metrů nad zemí instalována kruhová promenáda známá jako Global Loop (globální smyčka), která se táhne v délce 2,6 km kolem areálu Nagakute. Nad výstavištěm se vznášely kabinky lanové dráhy Kikkoro Gondola, jež nabízely překrásný výhled.
Veškeré stavební a řídicí činnosti na výstavišti byly založeny na principu udržitelnosti. Použila se celá řada nových technologií včetně multimodálního inteligentního dopravního systému a hybridního autobusu spojujícího areály Nagakute a Seto.  

## Expozice
Výstavy se zúčastnilo celkem 121 zemí a čtyři mezinárodní organizace a každá z nich představila vlastní interpretaci tématu výstavy. Japonsko prezentovalo na výstavišti v Nagakute svou roli při podpoře rozvoje lidské společnosti a nových technologií. Pavilony mezinárodních účastníků zde byly umístěny v šesti globálních společenstvích. V této zóně se nacházely také pavilony firem, které představovaly nejnovější technologie šetrné k životnímu prostředí, jež by mohly přispět ke zlepšení kvality života. Výstaviště v Seto bylo věnováno kultuře satojama, tradičnímu japonskému životnímu stylu, jehož cílem je soulad s přírodou.

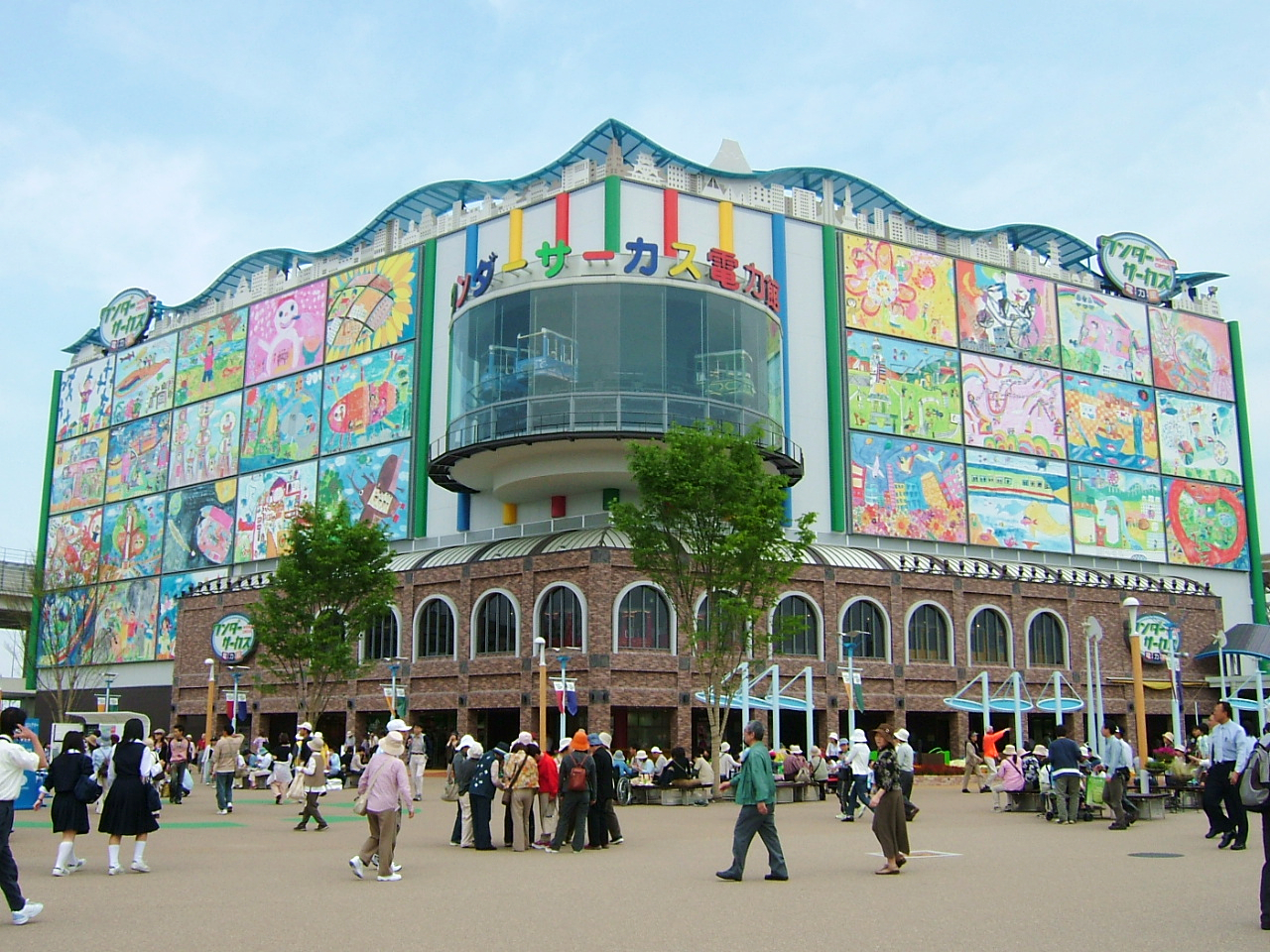
Pavilon japonských elektráren

Ve snaze o co nejmenší dopad na životní prostředí byl na průvodce výstavou použit recyklovaný papír a barvy vyrobené z odpadního rostlinného oleje ze školních jídelen a restaurací rychlého občerstvení v prefektuře Aiči. Výstava také využívala alternativní zdroje energie, fotovoltaické články na střeše pavilonu japonských elektráren vyrobily až 40 kilowattů elektřiny. Dalším obnovitelným zdrojem elektrické energie byla větrná elektrárna, která stačila pokrýt provoz jednoho velkého pavilonu. Jako palivo se využíval také odpad shromažďovaný z restaurací na výstavišti, který procházel fermentací. Takto vyrobená elektrická energie zásobovala japonský pavilon. Všechny plastové tácky a kelímky z desítek stánků s občerstvením na výstavišti prošly recyklací.
Inovace představené na veletrhu, od obřího laserového promítacího plátna až po autonomní solární výrobní systémy, měly za cíl zlepšit kvalitu života a zároveň respektovat životní prostředí. Návštěvníci se také mohli setkat s nepřeberným množstvím robotů mluvících různými jazyky, kteří poskytovali informace, uklízeli, dělali společnost starším lidem, obstarávali zábavu nebo hráli hudbu.

## Maskoti

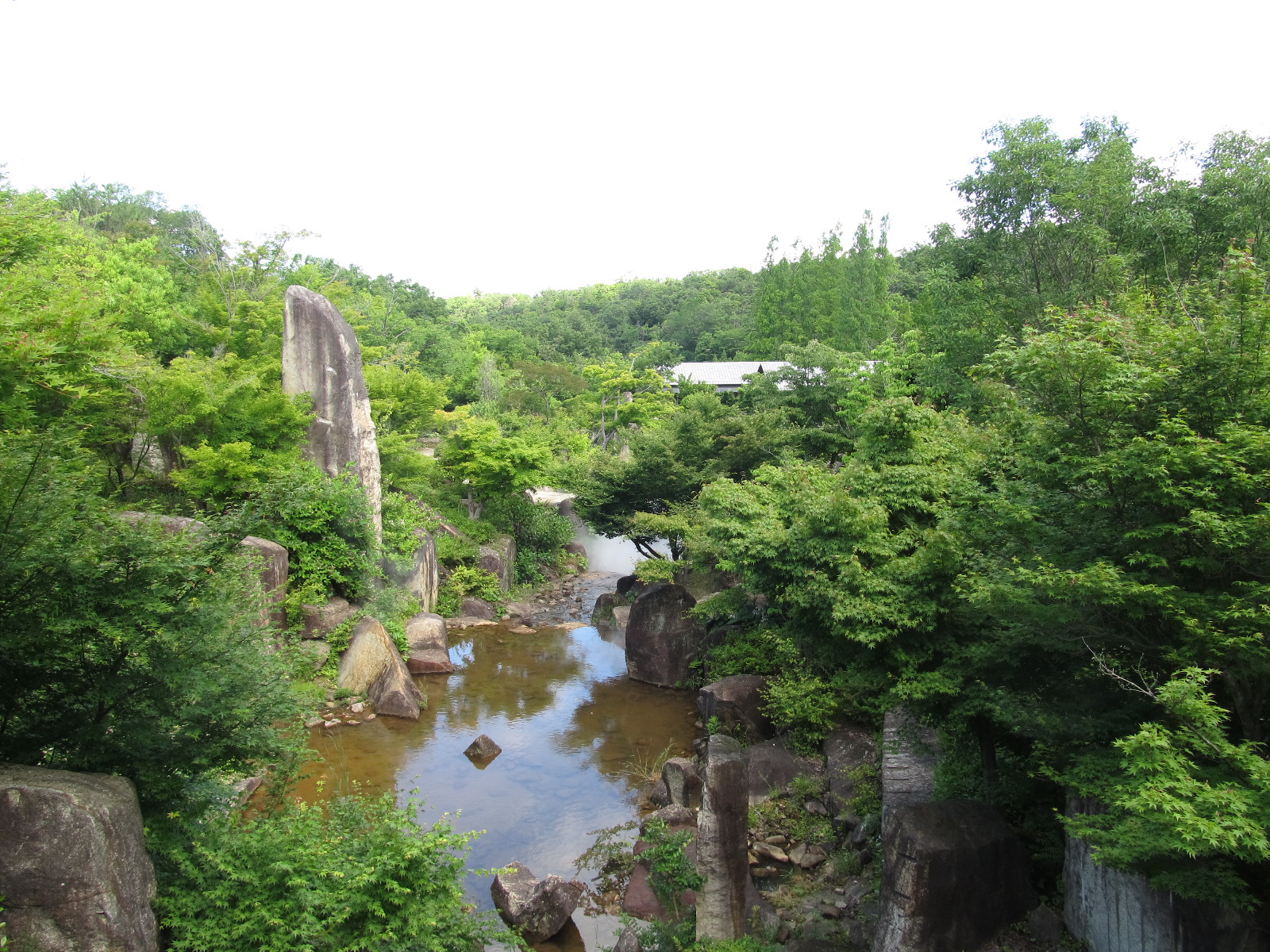
Moricoro Park

Maskoty výstavy se stali plyšáci Morizo a Kiccoro, společně známí jako Morikoro.

## Areál po skončení výstavy
Po skončení výstavy byla většina areálu Nagakute přeměněna na rozsáhlý park známý jako Moricoro Park pojmenovaný podle maskotů výstavy. Přístup do parku je i nadále zajištěn vlakem LINIMO, prvním komerčně provozovaným systémem Maglev na světě. Součástí parku je dům Satsuki a Mei, hlavních hrdinů animovaného fantasy filmu Můj soused Totoro. V roce 2019 byla podepsána dohoda o zřízení parku Ghibli Studios v této lokalitě. V areálu Seto bylo v září 2006 otevřeno v bývalém pavilonu Seto lesní centrum na ochranu lesa Aiči Kaišo. V březnu 2007 bylo otevřeno muzeum věnované Expu 2005 v Aiči, krytý bazén a kluziště.

## Český pavilon

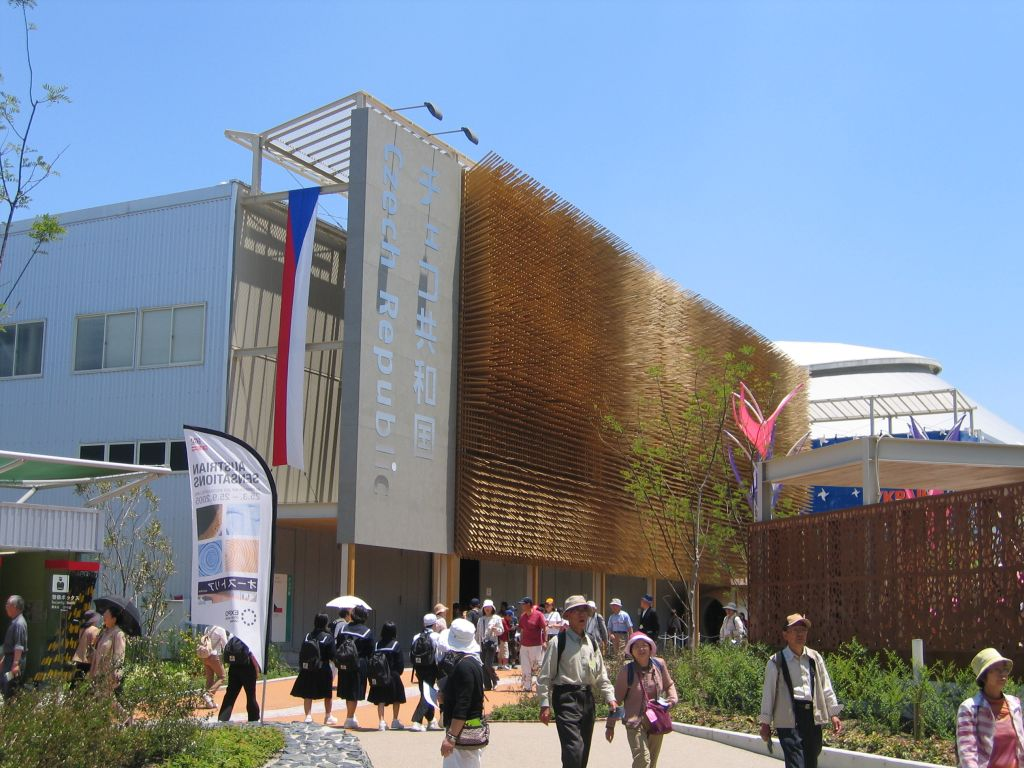
Český pavilon

Česká expozice se zaměřila na dílčí téma „Umění života“. Zajišťovala ji společnost Film Dekor, která spolupracovala s režisérem Janem  Hřebejkem, výtvarníkem Petrem Niklem a architektkou Barborou Škorpilovou. Protože tvar pavilonu byl pro všechny vystavující shodný, lišil se pouze fasádou a interiérem. Na fasádu bylo použito 20 000 dřevěných tyčí, které vytvořily v souladu s hlavním tématem výstavy dojem bodlin. Tvůrci interiéru vsadili na japonskou hravost a v expozici s názvem Zahrada fantazie a hudby představili šestnáct originálních zvukových a světelných nástrojů, které vyzývají ke hře a probouzí v návštěvnících fantazii. Součástí expozice bylo i promítání tří animovaných filmů od autorů Jiřího Bárty, Michaely Pavlátové a Pavla Koutského a nemohla chybět ani česká restaurace.
Český pavilon navštívilo za 6 měsíců trvání výstavy 1,7 milionu diváků, což jej zařadilo mezi nejúspěšnější národní prezentace. Jediným mimopražským regionem, který se na výstavě představil samostatně, byl Jihomoravský kraj.
Česko zde také bylo zastoupeno vystoupením hudebního souboru Dětská opera Praha pod vedením dirigentky, sopranistky Zuzany Markové.

## Galerie

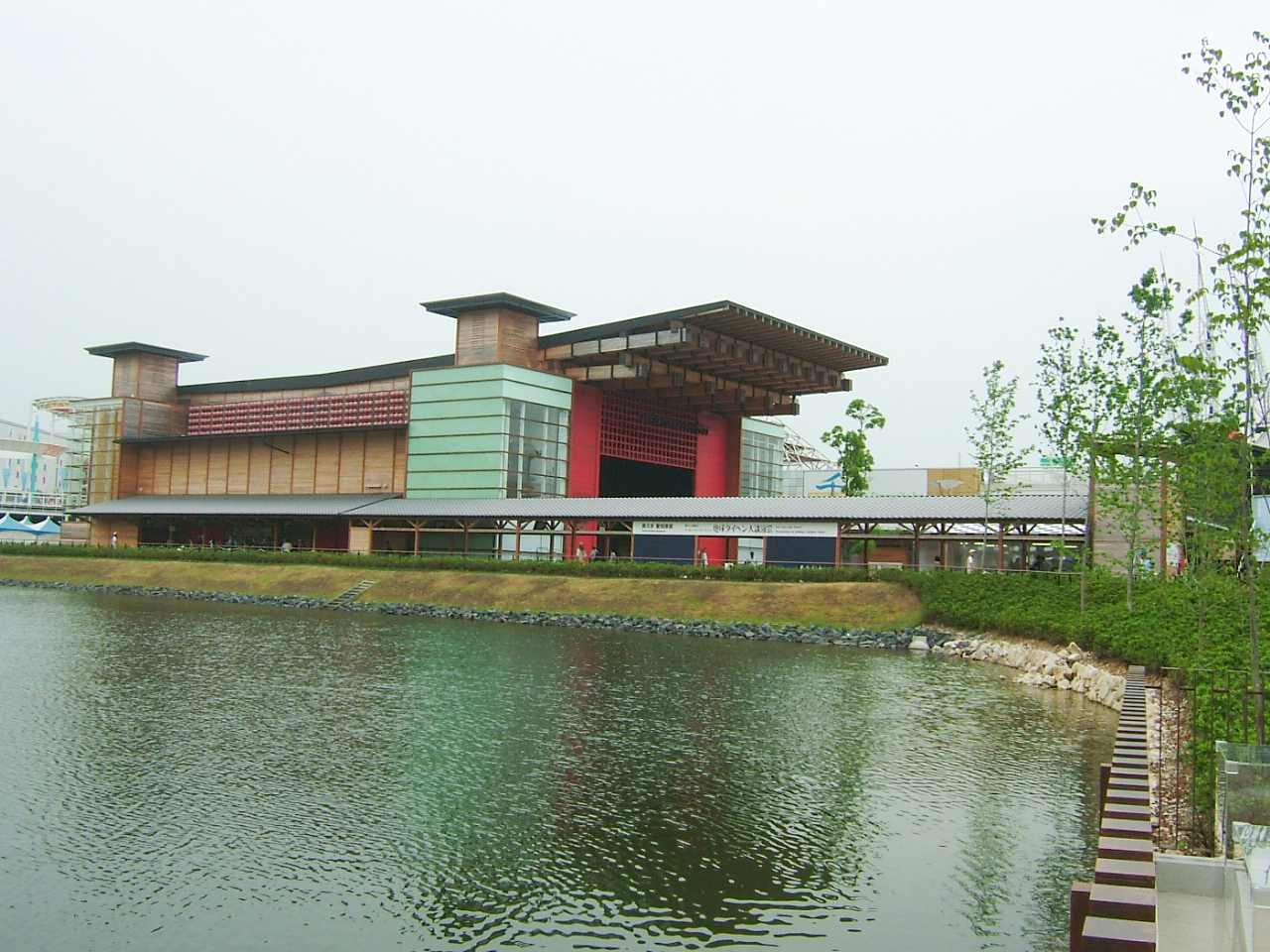
Pavilon Nagakute
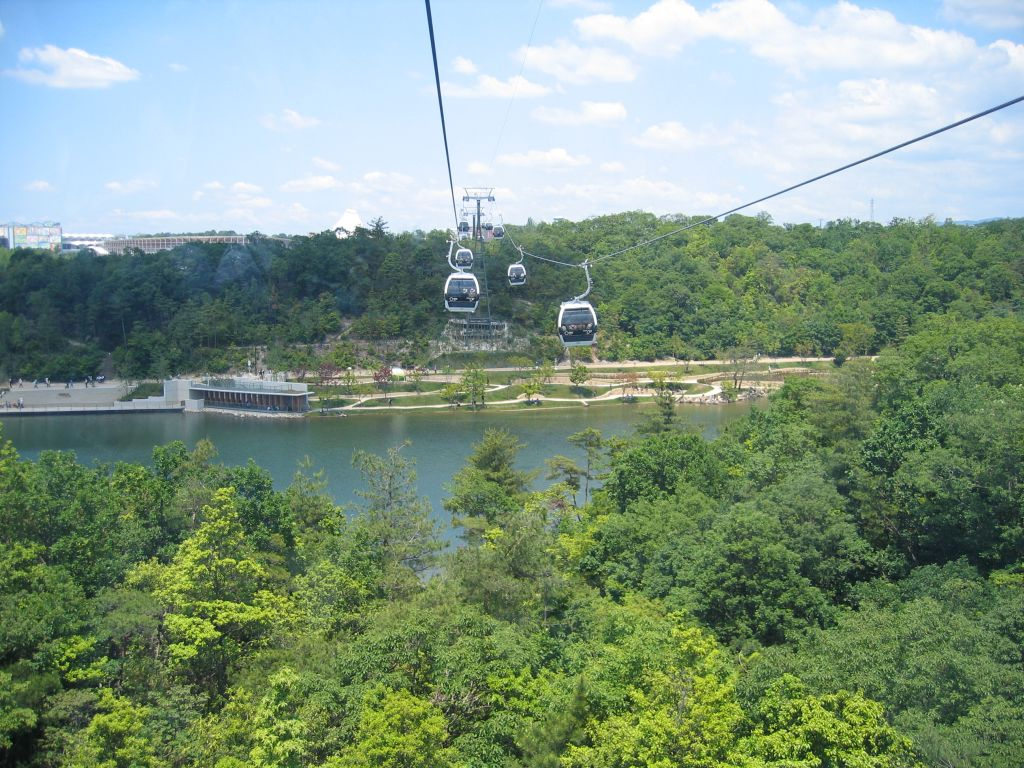
Lanovka Kikkoro Gondola
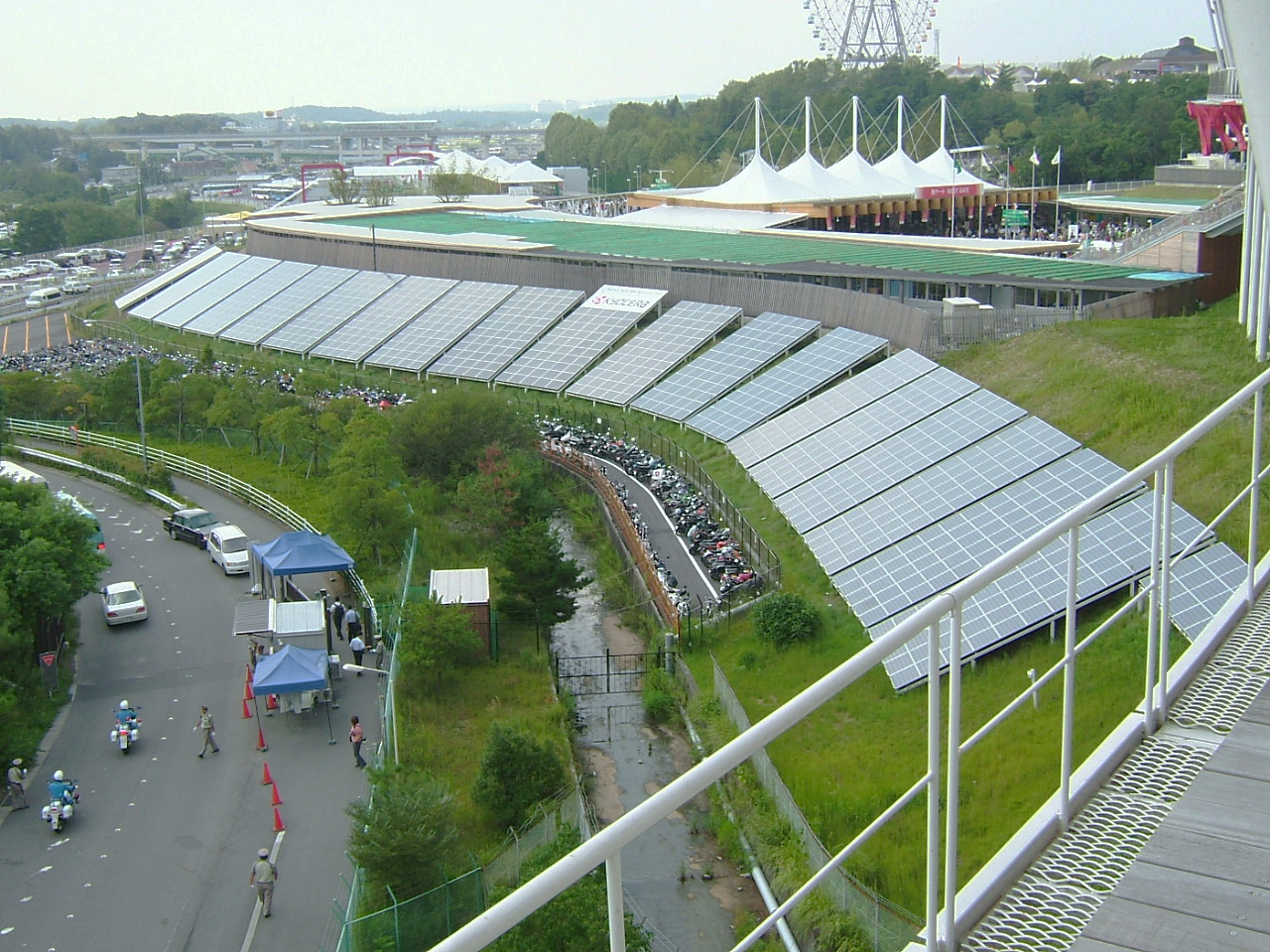
Fotovoltaické panely
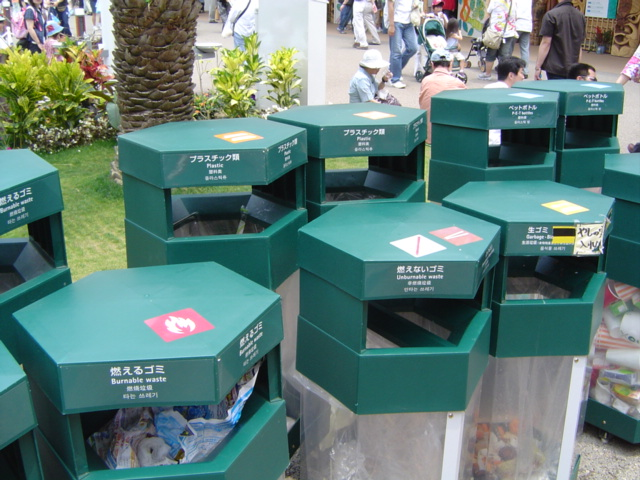
Recyklovací nádoby na odpadky
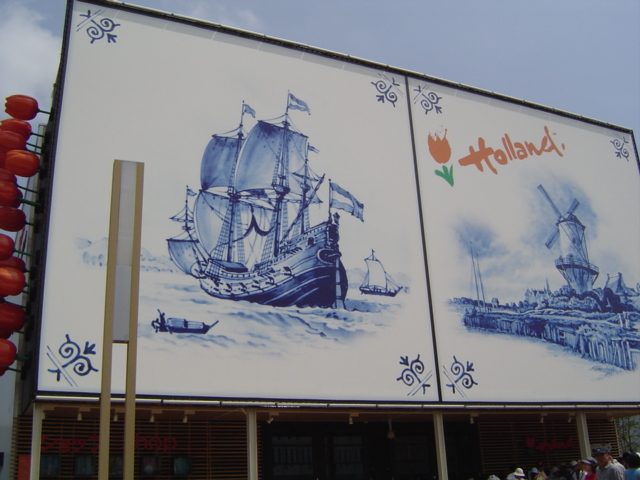
Nizozemský pavilon
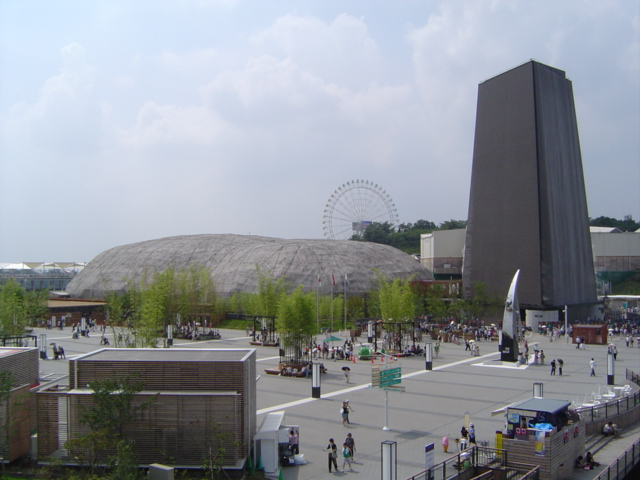
Japonský pavilon a Zemská věž
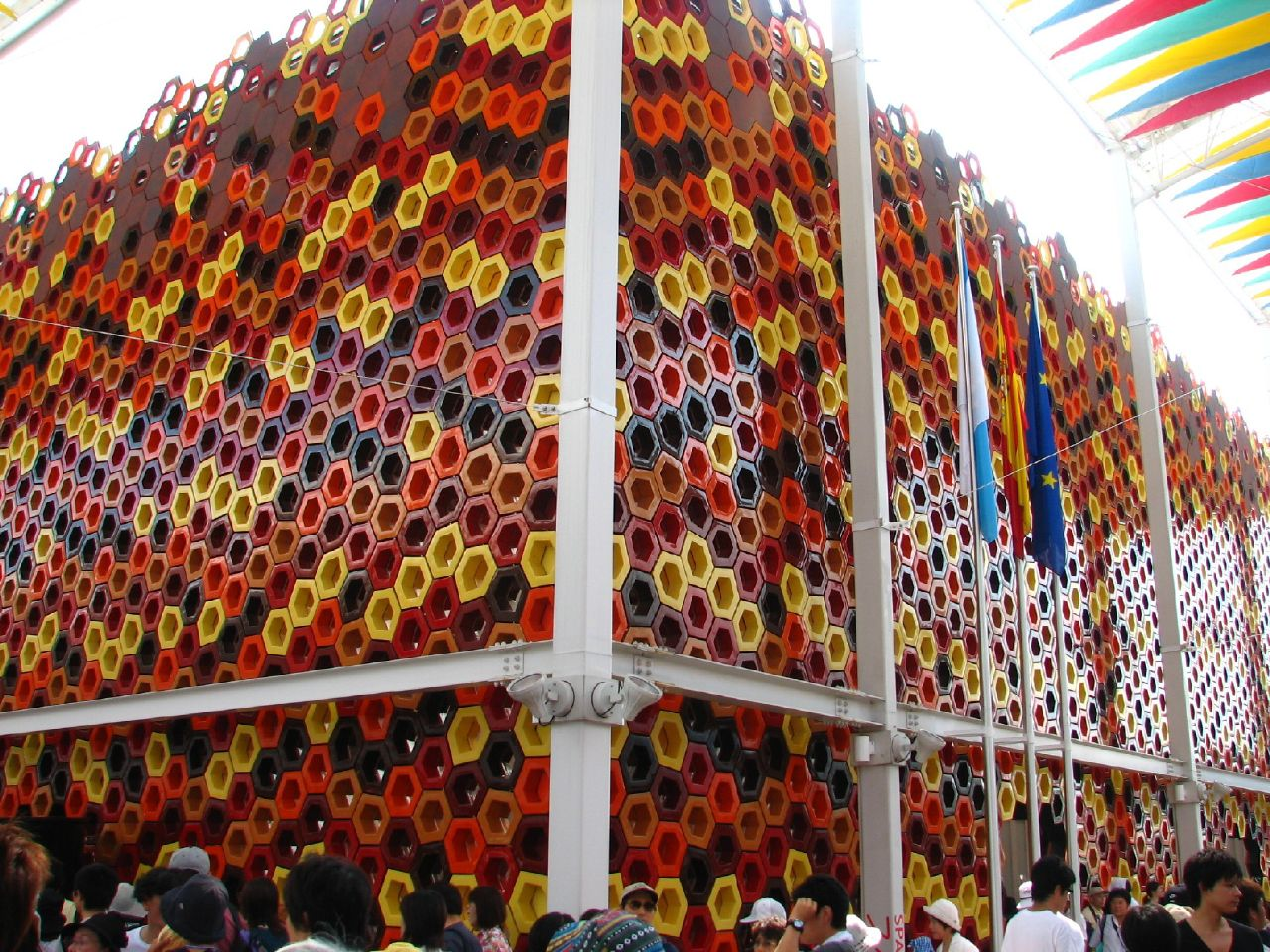
Španělský pavilon
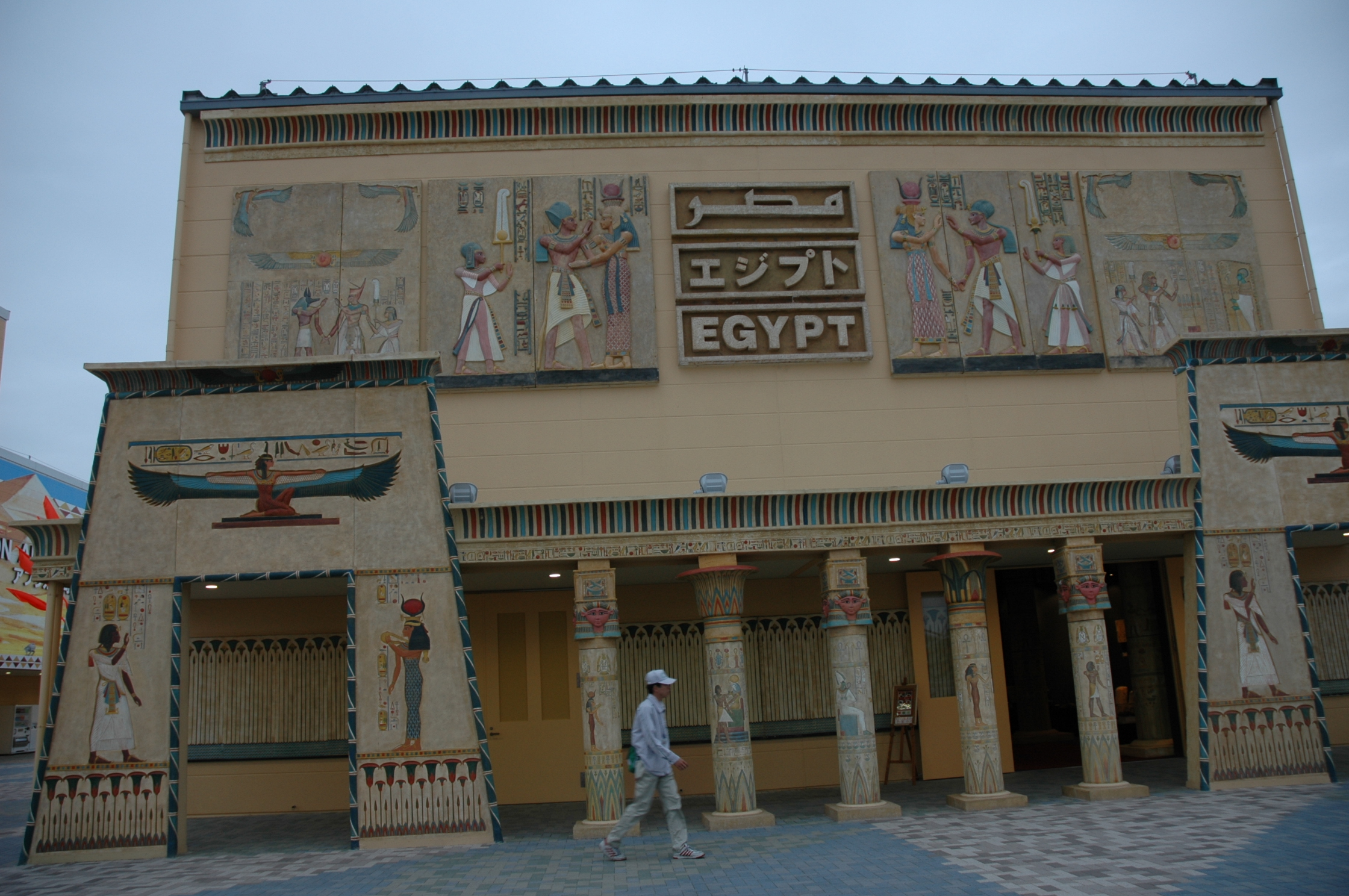
Egyptský pavilon